# Рогозеро (озеро, Кемский район)
Рогозеро — пресноводное озеро на территории Куземского сельского поселения Кемского района Республики Карелии.

## Общие сведения
Площадь озера — 2,4 км², площадь водосборного бассейна — 28,3 км². Располагается на высоте 46,4 метров над уровнем моря.
Форма Рогозера продолговатая: оно более чем на три километра вытянуто с запада на восток. Берега изрезанные, каменисто-песчаные, преимущественно заболоченные.
С северной стороны озера вытекает протока, впадающая с правого берега в реку Ундуксу, впадающую, в свою очередь, в Белое море.
В озере расположено не менее шести небольших безымянных островов.
Населённые пункты и автодороги вблизи водоёма отсутствуют.
Код объекта в государственном водном реестре — 02020000711102000003399.